# Noch fünf Minuten zu leben
Noch fünf Minuten zu leben (Originaltitel: Five Minutes To Live) ist ein US-amerikanischer Film aus dem Jahr 1961 von Bill Karn mit Johnny Cash. Der Film basiert auf einer Geschichte von Palmer Thompson. Für seine Wiederaufführung 1966 wurde der Originaltitel in Door-to-Door Maniac geändert.

## Handlung
Der kaltblütige Gangster Johnny Cabot gerät bei einem Überfall mit seinem Kumpel Pete in einen Hinterhalt der Polizei. Nachdem Pete einen der beiden Polizisten erschossen und den zweiten verletzt hat, wird er selber tödlich getroffen. Cabot erschießt den durch Pete verletzen Polizisten schließlich, indem er sein komplettes Magazin leer feuert und entkommt.
Mit seiner Freundin Doris findet Cabot in einem Motel in der Kleinstadt Camellia Gardens, 2000 Meilen von New Jersey entfernt Unterschlupf.
Max, der Inhaber der örtlichen Bowlingbahn soll für den Kriminellen Fred Dorella einen zuverlässigen Partner für einen geplanten Raub vermitteln. Dieser ruft bei Johnny und Doris an, um ein Treffen zu vereinbaren.
Als Fred Johnnys Freundin Doris als alte Bekannte, welche er unter anderem Namen bereits kennengelernt hat, enttarnt, befiehlt Johnny Doris, im Auto zu warten, und bespricht mit Fred dessen Plan allein. Dorella plant, dass Johnny Nancy, die Ehefrau des Bankvizedirektors Kenneth Wilson, als Geisel nimmt, während er Wilson damit in der Bank erpresst.
Johnny erzählt Doris im Motel von dem Plan. Da er zwischenzeitlich Informationen über ihre Vergangenheit herausgefunden hat, erschießt er sie, während sie sich auf die bevorstehende Beute freut.
Johnny und Fred spähen die sich täglich wiederholenden Alltagsgewohnheiten der Familie Wilson aus. Nachdem Kenneth zur Arbeit gefahren und der Sohn Bobby zur Schule gegangen ist, überrumpelt Johnny die Ehefrau mit Waffengewalt und hält sie in ihrem eigenen Haus gefangen.
Dorella und Max fahren zur Bank, Max bekommt die Telefonnummer der Wilsons sowie die Anweisung, die Nummer anzurufen, sobald er die Bank verlässt. Damit wartet Max vor der Bank an einer Telefonzelle, während Fred die Bank betritt. Dorella lässt sich unter dem Vorwand, einen Kredit aufzunehmen, in Wilsons Büro bringen und verlangt ein Lösegeld von 70.000 Dollar in bar. Zum Beweis der Geiselnahme lässt er Wilson zu Hause anrufen und den Tatbestand von seiner Frau und Johnny bestätigen.
Dorella gibt Wilson 5 Minuten Zeit, das Geld zu besorgen, bevor Nancy erschossen wird, wenn er nicht innerhalb der Zeit bei Johnny anruft und den Erhalt des Geldes bestätigt.
Kenneth' Geliebte Ellen ruft zufällig in der Bank an, wird durch Wilson aber vertröstet. In der Folge erzählt Kenneth, dass er vorhatte, seine Frau sowieso zu verlassen und Dorella ihm mit dem Mord an seiner Frau einen Gefallen tun würde. Er plane, mit Ellen nach Las Vegas zu verreisen und sie ebenfalls zu heiraten. Dorella traut dem Bankdirektor eine solche Kaltblütigkeit jedoch nicht zu. Dorella behält Recht, Wilson stimmt dem Plan zu und Dorella ruft Johnny an, um die Uhr neu zu starten.
Nancys Vergewaltigung in ihrem eigenen Hause durch Johnny wird zur selben Zeit nur durch den zufällig ausgelösten Backofenalarm verhindert.
Ein aufmerksamer Bankangestellter beobachtet die seltsame Situation, als Wilson mit Dorella zum Tresor geht, um das Geld auszuzahlen, schließlich identifiziert er Dorella anhand eines vorliegenden Steckbriefes. Der Angestellte versucht Dorella festzuhalten. Wilson, in Panik wegen der knapp werdenden Zeit, hilft Dorella zu flüchten.
Eine Angestellte löst aufgrund der Situation Alarm aus, der flüchtende Dorella wird durch einen Passanten festgehalten und durch einen weiteren Bankangestellten niedergeschlagen. Max flüchtet, als er den Alarm hört.
Aufgrund eines Anrufes der Vorsitzenden des Nachbarschaftsvereins Priscilla gewährt Johnny Nancy eine zusätzliche Minute Lebenszeit, da ja keiner anrufen konnte. In dem Moment kommt der Sohn Bobby zum Essen nach Hause. Johnny ist verzweifelt, da er bereits vor Beginn des Coups Gewissenskonflikte wegen des Kindes hatte. Mittlerweile ist ein Polizeiwagen eingetroffen, Johnny nimmt Bobby als Geisel und flüchtet. Bei einem Schusswechsel tötet Johnny einen der beiden Polizisten, welcher im Sterben noch einen Schuss abfeuert und offensichtlich Bobby trifft.
Diese Situation verwirrt Johnny und lässt ihn unvorsichtig werden. Er wird schließlich von dem zweiten Polizisten erschossen.
Bobby hat den Treffer allerdings wie im Fernsehen nur vorgetäuscht und ist unverletzt.
Überglücklich telefonieren die Wilsons miteinander und Kenneth verspricht seiner Frau, in die Ferien nach Las Vegas zu fahren. Zusätzlich versichert er ihr ewige Liebe. Das Gespräch wird durch die versehentlich in die Leitung geschaltete Ellen mitgehört, die ihren Geliebten zurückrufen wollte.
Während der Fahrt nach Las Vegas erzählt Kenneth, dass er Priscilla um den Anruf gebeten hat, um den Polizisten etwas mehr Zeit zu geben.
Der Film wird aus der Sichtweise Fred Dorellas erzählt, die dieser beim Verhör mit der Polizei mitschneiden lässt.

## Hintergrund
Der Titelsong wird von Cash gesungen, die Gitarre spielt Travis.
Noch fünf Minuten zu leben hatte seine Premiere am 21. November 1960 in Richmond, kam aber erst 1961 in die US-amerikanischen Kinos. Der deutsche Kinostart war am 17. Dezember 1965.
2012 ließ Jan de Bont die Arbeit an einem Remake verkünden. Bislang wurde dieses nicht realisiert (Stand November 2018).